# Pat Walshe
Pat Walshe (New York, 26 luglio 1900 – Los Angeles, 1º dicembre 1991) è stato un attore statunitense affetto da nanismo: era alto 1,12 m.
È famoso per aver interpretato il ruolo di Nikko ne Il mago di Oz (1939), suo primo film.
Apparve successivamente, in ruoli non accreditati, in altre tre pellicole, Pinky, la negra bianca (1949), Rosanna (l'odio e l'amore) (1949) e Bandiera gialla (1950).
Morì per un attacco cardiaco all'età di 91 anni.